# Kammerstein

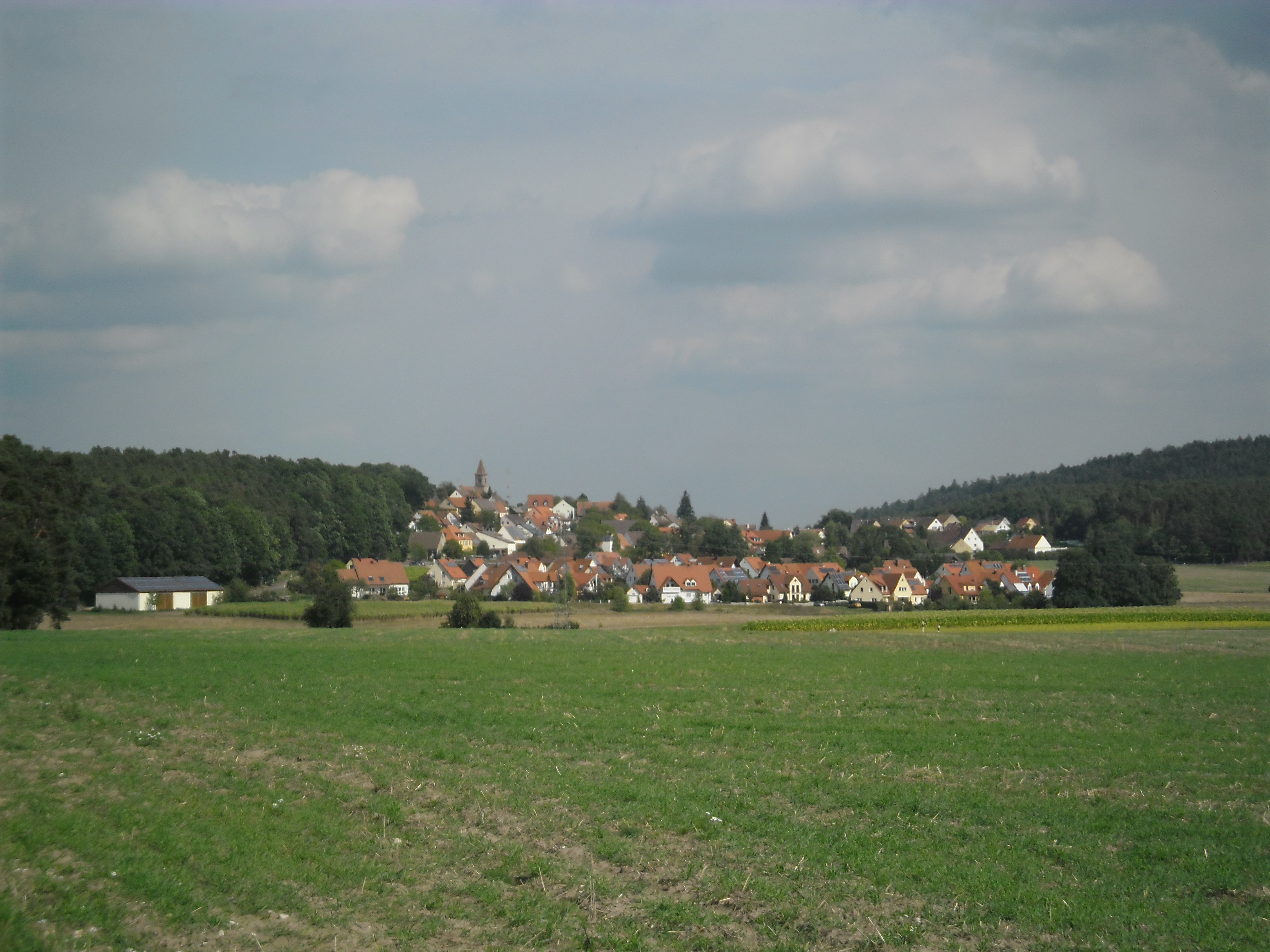
Kammerstein von Westen

Kammerstein (fränkisch: Kammaschdah) ist eine Gemeinde im mittelfränkischen Landkreis Roth.

## Geographie
Die Ortschaft Kammerstein liegt fünf Kilometer südwestlich von Schwabach unterhalb eines westlichen Ausläufers des Heidenberges auf eine Höhe von 410 m ü. NHN. Die Gemeinde liegt in etwa auf halbem Weg zwischen der Stadt Nürnberg und dem Fränkischen Seenland.

## Gemeindegliederung
Die Gemeinde hat 16 Gemeindeteile (in Klammern sind der Siedlungstyp und die Einwohnerzahlen angegeben):
- Albersreuth (Dorf, 38 E.)
- Barthelmesaurach (Pfarrdorf, 903 E.)
- Günzersreuth (Dorf, 130 E.)
- Haag (Dorf, 443 E.)
- Hasenmühle (Einöde, 29 E.)
- Haubenhof (Weiler, 9 E.)
- Kammerstein (Pfarrdorf, 468 E.)
- Mildach (Dorf, 60 E.)
- Neppersreuth (Dorf, 152 E.)
- Oberreichenbach (Dorf, 174 E.)
- Poppenreuth (Dorf, 67 E.)
- Putzenreuth (Dorf, 72 E.)
- Rudelsdorf (Dorf, 115 E.)
- Schattenhof (Weiler, 49 E.)
- Volkersgau (Dorf, 141 E.)
- Waikersreuth (Dorf, 48 E.)

Chausseehaus bei Günzersreuth ist mittlerweile zur Wüstung geworden.
Es gibt auf dem Gemeindegebiet die Gemarkungen Barthelmesaurach, Günzersreuth (Gemarkungsteil 1), Kammerstein und Unterreichenbach (Gemarkungsteil 0).  Die Gemarkung Kammerstein hat eine Fläche von 10,962 km². Sie ist in 1435 Flurstücke aufgeteilt, die eine durchschnittliche Fläche von 7638,68 m² haben. In ihr liegen neben dem namensgebenden Ort die Gemeindeteile Albersreuth, Haag und Schattenhof.

## Geschichte
Im Jahr 1235, als Kaiser Friedrich II. aus Italien nach Deutschland kam, nannte sich der Reichsministeriale Ramungus (I.) nach der auf königlichem Gut gelegenen Burg Kammerstein „Ramungus de Kamerstein“. Dies ist zugleich die erste urkundliche Erwähnung des Ortes. Das Bestimmungswort des Ortsnamens kamere, kamer (mittelhochdeutsch) bezeichnet ein Kammergut. Offenbar war die Burg als neuer Sitz für die Verwaltung des Schwabacher Königsguts erbaut worden. Zwischen 1220 und 1230 wurde die Burg zum Schutz der Stadt Schwabach und der das Gebiet des Heidenbergs durchziehenden drei Reichsstraßen ausgebaut. 1241 wurde Ramungus Landrichter in Eger und damit ranggleich mit dem Nürnberger Reichsbutigler. Er starb um 1260 im Alter von etwa 70 Jahren. Auf einer kleinen Anhöhe (424 m ü. NHN) hinterließ er eine bedeutende Reichsburg. Diese hatte durch ihre exponierte Lage eine direkte Sichtverbindung sowohl nach Schwabach als auch zur Burg Abenberg, damit der damals wichtige Handelsweg von Schwabach nach Windsbach kontrolliert werden konnte.
Die Burg und der Ort kamen in der Folgezeit an das Haus Nassau. 1296 verkaufte Hanns von Nassau beide an die Burggrafschaft Nürnberg. 1404 wurde Ritter Hans von Hausen als Besitzer genannt, der auch Besitzungen in Rittersbach hatte. Im Bayerischen Krieg wurde die Burg 1461 durch bayerische Truppen zerstört und anschließend nur teilweise wieder aufgebaut. Der markgräfliche Pfleger verlegte seinen Amtssitz wieder nach Schwabach. Kammerstein diente den Markgrafen nur für kurze Zeit als Jagdsitz in den ausgedehnten Waldungen um den Heidenberg, bis Schloss Ratibor in Roth fertiggestellt war. Nach weiteren Zerstörungen wurde die Burg nicht mehr instand gesetzt und verfiel immer mehr, im Dreißigjährigen Krieg wurde sie weiter zerstört. Aus der Ruine wurden die Steine herausgebrochen und am Nordhang des Bergs wurde ein Steinbruch angelegt. Als der noch stehende, inzwischen von einem Blitz beschädigte Bergfried diesem im Wege stand, entschloss sich die Regierung in Ansbach 1782 unter Christian Friedrich Karl-Alexander für den Abbruch, um die weitere Nutzung des Steinbruchs nicht zu stören. An einigen Stellen sind noch Fundamente erhalten. Das Wissen über die Burg beruht hauptsächlich auf spärlichen alten Federzeichnungen und Überlieferungen. Bestehen blieb lediglich der Friedhof mit der ehemaligen Schlosskapelle im Osten.
Gegen Ende des Heiligen Römischen Reiches (Ende des 18. Jahrhunderts) gab es in Kammerstein 24 Anwesen. Das Hochgericht übte das brandenburg-ansbachische Oberamt Schwabach aus. Die Dorf- und Gemeindeherrschaft hatte das Kastenamt Schwabach. Grundherren waren das Kastenamt Schwabach (3 Halbhöfe, 1 Halbhof mit Tafernwirtschaft, 1 Gut mit Schmiede, 9 Köblergüter, 2 Gütlein, 7 Leerhäuser) und das St. Klara-Klosteramt der Reichsstadt Nürnberg (1 Ganzhof). Neben den Anwesen gab es herrschaftliche (Wildmeisterhaus), kommunale (Hirtenhaus, Schule) und kirchliche Gebäude (Pfarrkirche, Pfarrhof).
Kammerstein wurde wie das Fürstentum Ansbach ab 1792 von Preußen verwaltet. An den Besitzverhältnissen hatte sich nichts verändert. Von 1797 bis 1808 unterstand der Ort dem Justiz- und Kammeramt Schwabach.
Als Teil des Fürstentums fiel der Ort mit dem Pariser Vertrag (Februar 1806) an das Königreich Bayern. Im Rahmen des Gemeindeedikts wurde 1808 der Steuerdistrikt Kammerstein gebildet, zu dem Albersreuth, Chausseehaus, Forsthof, Haag, Schattenhof und Uigenau gehörten. 1818 entstand die Ruralgemeinde Kammerstein, die außer dem Chausseehaus deckungsgleich mit dem Steuerdistrikt war. Sie war in Verwaltung und Gerichtsbarkeit dem Landgericht Schwabach zugeordnet und in der Finanzverwaltung dem Rentamt Schwabach (1919 in Finanzamt Schwabach umbenannt). Ab 1862 gehörte Kammerstein zum Bezirksamt Schwabach (1939 in Landkreis Schwabach umbenannt). Die Gerichtsbarkeit blieb beim Landgericht Schwabach (1879 in Amtsgericht Schwabach umbenannt). Im Jahr 1875 wurde die Schreibweise der Gemeinde von Cammerstein amtlich in Kammerstein geändert. Am 15. November 1924 wurden Forsthof und Uigenau nach Schwabach umgemeindet. Dadurch verringerte sich die Gemeindegebietsfläche von 15,247 auf 10,969 km².
Von 1978 bis 1997 war die Gemeinde Mitglied der Verwaltungsgemeinschaft Schwabachtal.
Am 24. November 2002 sprachen Bürgermeister Walter Schnell und Vertreter der Kirchen eine offizielle moralische Rehabilitation der als Hexe verurteilten Ottilia Kuenin aus Kammerstein aus.

### Eingemeindungen
Am 1. Januar 1972 wurde im Zuge der Gebietsreform in Bayern ein Teil der aufgelösten Gemeinde Günzersreuth eingegliedert. Am 1. Mai 1978 kamen die Gemeinden Barthelmesaurach und Volkersgau dazu. Letztere war am 20. Februar 1960 aus Gebietsteilen der ehemaligen Gemeinde Unterreichenbach gebildet worden und hatte am 9. Juni 1960 amtlich den Namen Volkersgau erhalten.

### Einwohnerstatistik
Gemeinde Kammerstein
| Jahr      | 1818   | 1840   | 1852   | 1861   | 1867   | 1871   | 1875   | 1880   | 1885   | 1890   | 1895   | 1900   | 1905   | 1910   | 1919   | 1925   | 1933   | 1939   | 1946   | 1950   | 1961   | 1970   | 1987   | 2007   | 2011   | 2016   | 2020   |
| Einwohner | 454    | 508    | 545    | 580    | 549    | 542    | 529    | 561    | 576    | 556    | 540    | 564    | 541    | 579    | 576    | 415    | 404    | 384    | 544    | 536    | 677    | 682    | 2266   | 2804   | 2763   | 3002   | 3197   |
| Häuser    | 78     | 100    |        |        |        | 96     |        |        | 101    | 101    |        | 105    |        |        |        | 79     |        |        |        | 83     | 126    |        | 603    |        |        | 913    |        |
| Quelle    | [ 22 ] | [ 23 ] | [ 24 ] | [ 25 ] | [ 26 ] | [ 27 ] | [ 28 ] | [ 29 ] | [ 30 ] | [ 31 ] | [ 24 ] | [ 18 ] | [ 24 ] | [ 32 ] | [ 24 ] | [ 19 ] | [ 24 ] | [ 24 ] | [ 24 ] | [ 33 ] | [ 34 ] | [ 35 ] | [ 36 ] | [ 37 ] | [ 37 ] | [ 37 ] | [ 37 ] |

Ort Kammerstein
| Jahr      | 1818   | 1840   | 1861   | 1871   | 1885   | 1900   | 1925   | 1950   | 1961   | 1970   | 1987   |
| Einwohner | 193    | 231    | *282   | 234    | 235    | 224    | 208    | 252    | 248    | 272    | 297    |
| Häuser    | 35     | 46     |        |        | 43     | 42     | 40     | 40     | 47     |        | 82     |
| Quelle    | [ 22 ] | [ 23 ] | [ 25 ] | [ 27 ] | [ 30 ] | [ 18 ] | [ 19 ] | [ 33 ] | [ 34 ] | [ 35 ] | [ 36 ] |

### Konfessionsstatistik
Der Anteil der Protestanten und Katholiken an der Gesamtbevölkerung nimmt ab. Mit Stand 31. Dezember 2024 waren 48 % der Einwohner evangelisch, 16 % katholisch, und 36 % waren konfessionslos, gehörten einer anderen Glaubensgemeinschaft an oder machten keine Angabe. Mit Stand November 2023 war noch eine absolute Mehrheit der Bevölkerung evangelisch.

## Politik

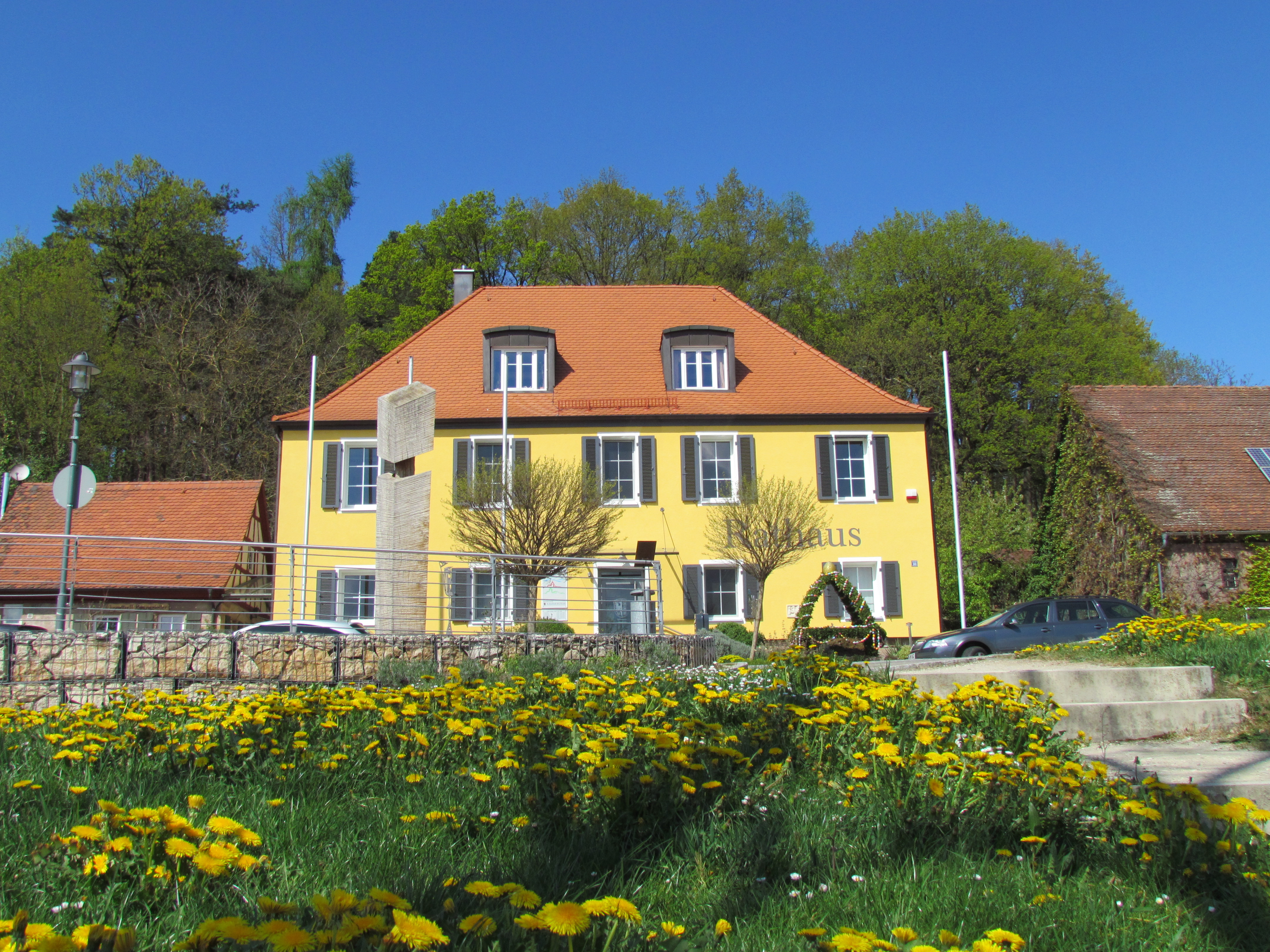
Rathaus von Kammerstein

### Gemeinderat
Der Gemeinderat besteht aus 16 Mitgliedern:
- Freie Wähler 5 Sitze
- CSU 5 Sitze
- Kammersteiner Bürgerliste (BL) 3 Sitze
- SPD 2 Sitze
- UWG 1 Sitz

### Bürgermeister
Erster Bürgermeister ist seit Mai 2020 Wolfram Göll (CSU). Sein Vorgänger war seit Mai 1996 Walter Schnell (Freie Wähler). Zweiter Bürgermeister ist Andreas Lippert (CSU) und Dritter Bürgermeister Christian Böhm (FW).

### Wappen und Flagge
Wappen
| Wappen der Gemeinde Kammerstein | Blasonierung: „Gespalten; vorne in Gold ein rotbewehrter schwarzer halber Adler am Spalt, hinten in Silber übereinander drei sechsspeichige rote Räder.“ |
| Wappen der Gemeinde Kammerstein | Wappenbegründung: Der Adler ist der Reichsadler in geminderter Form und weist darauf hin, dass die gleichnamige Burg einst Reichsbesitz war. Burg und Ort kamen 1364 an die Burggrafen von Nürnberg und in deren Nachfolge zu den Markgrafen von Ansbach. Daran erinnern die Farben Silber und Schwarz, die deren Wappen entnommen sind. Nach der Burg Kammerstein nannte sich ein Reichsministerialengeschlecht. Aus dem Wappen dieses Adelsgeschlechts Kammerstein sind die drei Räder entnommen. Dieses Wappen wird seit 1968 geführt. |

Flagge
Die Gemeinde hat eine schwarz-weiße Gemeindeflagge.

### Gemeindepartnerschaften
Kammerstein unterhält seit dem 17. Mai 1986 eine Gemeindepartnerschaft mit dem Stadtteil Quinzano, Provinz Verona, Region Venetien (Italien).
Am 28. August 2011 wurde mit der Gemeinde Petrovac-Drinić in Bosnien und Herzegowina eine weitere Partnerschaft geschlossen.

### Sonstiges
Seit 2007 ist Kammerstein Teil der Kommunalen Allianz KABS, zu der auch die Gemeinden Abenberg, Büchenbach, Spalt und Rohr gehören.

## Bildung, Kultur und Sehenswürdigkeiten

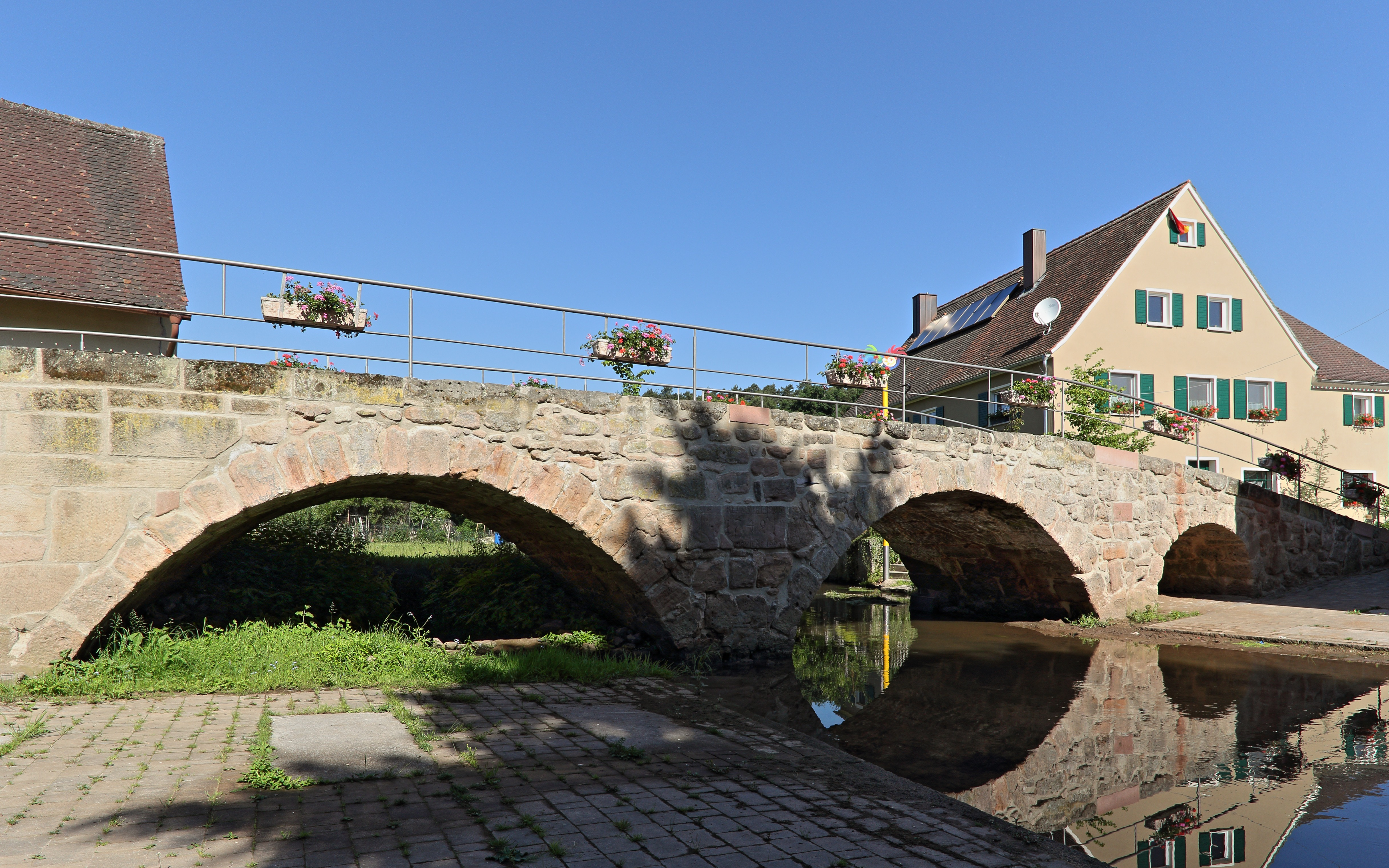
Aurachbrücke in Barthelmesaurach

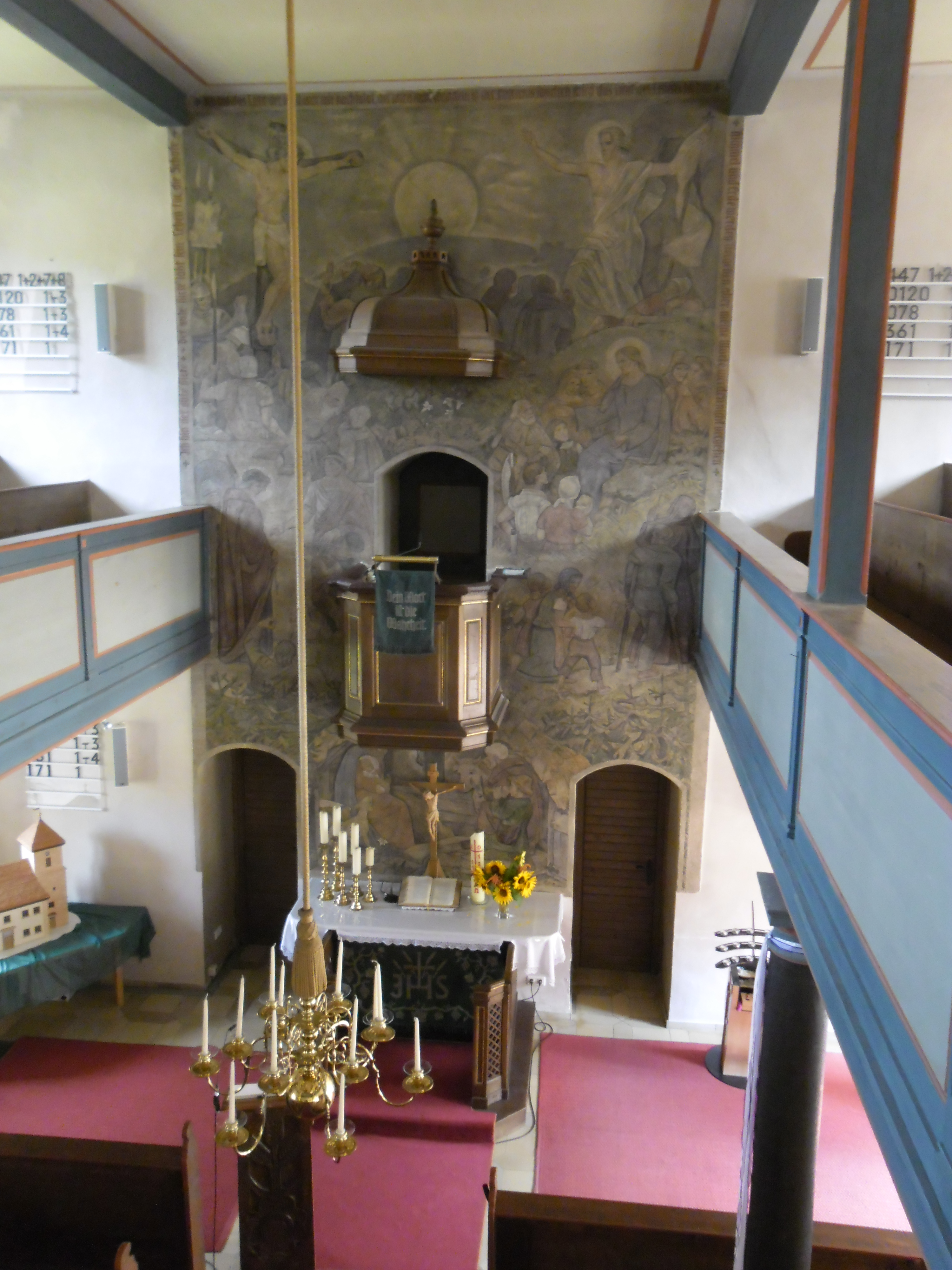
St. Bartholomä, Innenansicht

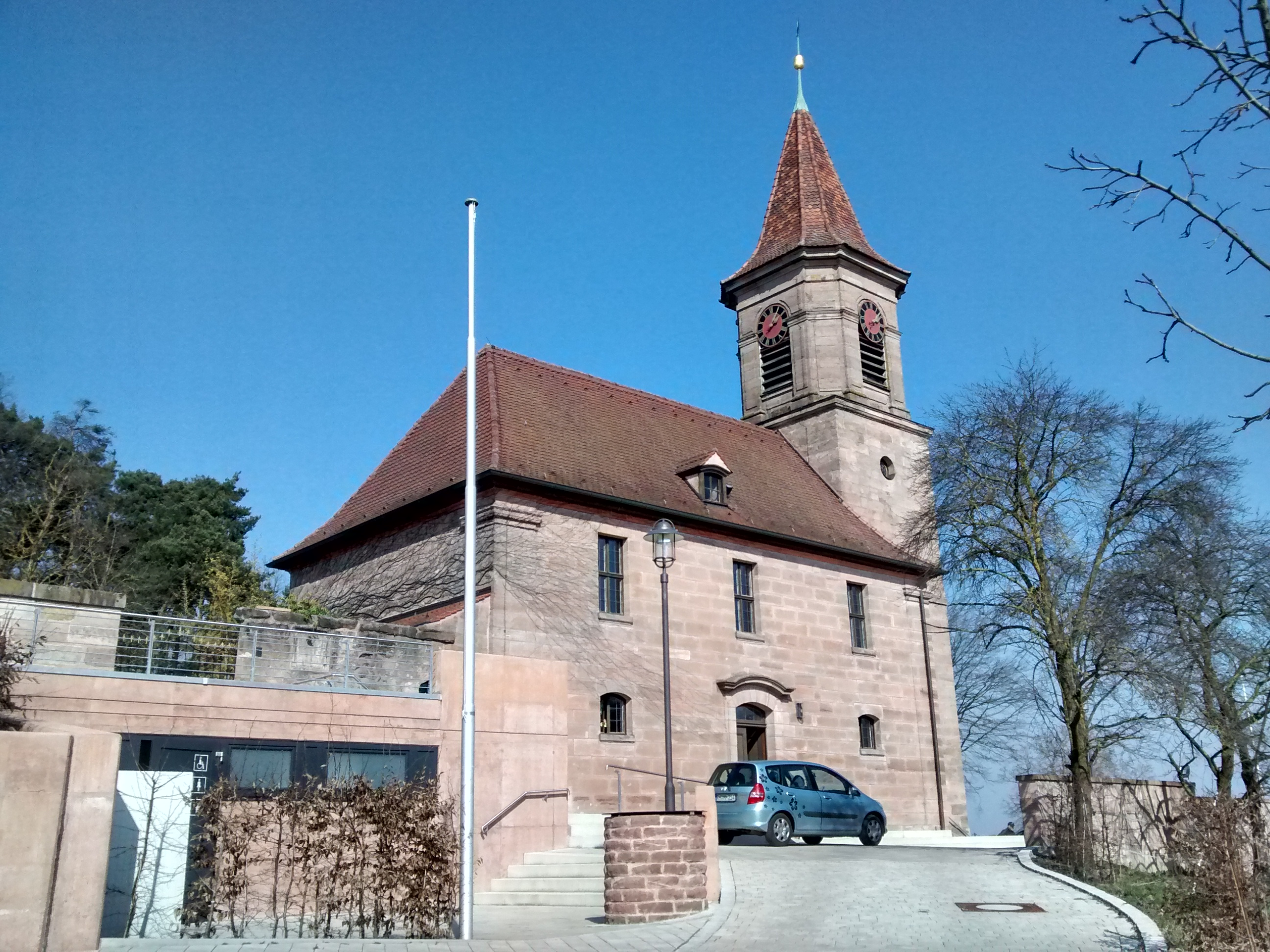
St.-Georgs-Kirche in Kammerstein

### Schulen
In Barthelmesaurach gibt es eine Volksschule; das ehemalige Schulhaus in Kammerstein dient als Kinderhort mit Ferienbetreuung. Aktuell wird ein neues Schulhaus in Kammerstein gebaut. Der Umzug der Schule ist (Stand Juni 2025) für das erste Quartal 2026 geplant. Das derzeitige Schulhaus soll dann zum neuen Hort umgebaut werden.
Außerdem gibt es eine gemeindliche Kindertagesstätte in Kammerstein. Eine weitere Einrichtung mit Kindergarten- und Hortplätzen befindet sich im Gemeindeteil Poppenreuth und wird durch einen privaten Träger geführt. In Barthelmesaurach betreibt die Diakonie Neuendettelsau eine weitere KiTa. 

### Religionen
Evangelisch-lutherische Kirchengemeinden gibt es in Kammerstein und Barthelmesaurach.

### Bauwerke
- Alte Aurachbrücke in Barthelmesaurach
- Sommerkeller Barthelmesaurach
- Evangelisch-lutherische Kirche St. Bartholomäus in Barthelmesaurach
- Evangelisch-lutherische Kirche St. Georg in Kammerstein (vom Ansbacher Hofbaumeister Johann David Steingruber erbaut)
- Sendemast Neppersreuth
- Herzog-Ernst-Kreuz bei Ottersdorf, ein Sühnekreuz

### Naherholungsgebiete
Staatsforst Heidenberg mit dem Sagenwanderweg (Landschaftsschutzgebiet) und das südlich gelegene Fränkische Seenland.

### Regelmäßige Veranstaltungen
- Sagenfest Kammerstein: Jährlich fanden sich am ersten Maiwochenende zahlreiche Rittergruppen wie auch mittelalterliche Musik- und Tanzgruppen in Kammerstein zum Sagenfest ein. Das Fest leitet seit Jahren die Wandersaison um den Heidenberg ein und wirbt für den Sagenwanderweg, der am Kammersteiner Rathaus beginnt und über die sogenannte Ofenplatte (eine Erhöhung im Wald, auf der sonntags das eigentliche Sagenfest stattfindet) führt. Es zieht jährlich Tausende von Gästen in die Gemeinde. Seit 2010 ist das Sagenfest mit seinen Stationen in Kammerstein, Kühedorf und auf der Ofenplatte der größte Mittelaltermarkt Mittelfranken. Der letzte Rittermarkt fand 2019 statt, die Veranstaltung wurde nach Corona nicht mehr wiederaufgenommen. Derzeit findet das Sagenfest nur auf der Ofenplatte statt.
- Der Kammersteiner Waldmarkt findet jedes Jahr am Samstag eine Woche vor dem Ersten Advent statt. Unter dem Motto Wald, Winter, Weihnachten werden vor allem Produkte aus der Region angeboten. Einheimische Vereine bereichern das Angebot der Landwirte und Direktvermarkter vor Ort.
- Von Ende Juni bis Ende August feiern die Ortsteile jeweils ihre Kärwa oder Feuerwehrfeste mit zahlreichen Brauchtumsveranstaltungen.[48]

## Verkehr
Die Bundesstraße 466 führt knapp nördlich an Kammerstein vorbei und mündet in 2,5 km Entfernung an der Anschlussstelle Schwabach-West in die Bundesautobahn 6. Die Kreisstraße RH 4 führt über die Neumühle nach Abenberg (6 km südlich). Gemeindeverbindungsstraßen führen nach Neppersreuth (0,5 km südöstlich), nach Poppenreuth (1,3 km südwestlich) und nach Schattenhof (0,7 km nördlich).

## Persönlichkeiten

### Ehrenbürger
- Egon Braun (* 1939), Altbürgermeister, seit 2009 Ehrenbürger
- Hans Gsänger (* 1934), Bauunternehmer, seit 2010 Ehrenbürger

### Söhne und Töchter der Gemeinde
- Heinrich Haiger (1877–1953), Landwirt, Verbandsfunktionär, Politiker, Bürgermeister von Kammerstein und Landtagsabgeordneter
- Karl Hauenstein (1887–1952), Arzt und Sanitätsoffizier, Zahnmediziner in Erlangen, München und Leipzig
- Johannes Heckel (1889–1963), evangelischer Staats- und Kirchenrechtler